# Ungváry László

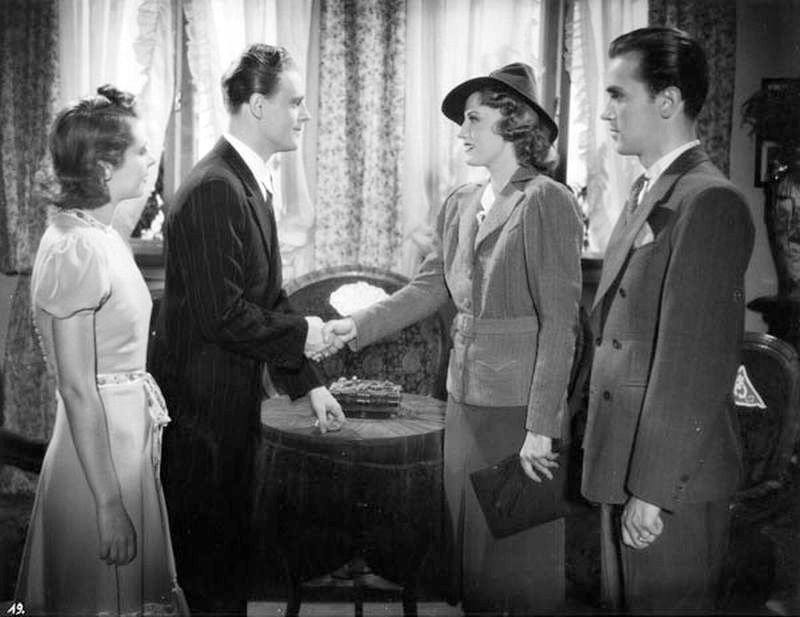
Ungváry László (balról a második) A varjú a toronyórán című filmben Egry Máriával, Simor Erzsivel és Benkő Gyulával (1938)

Ungváry László (Budapest, 1911. december 8. – Budapest, 1982. szeptember 21.) Kossuth-díjas magyar színművész. Neve Ungvári Lászlóként és Unghváry Lászlóként is szerepelt a stáblistákon.

## Élete
Untener Géza (1876–1948) szabómester és Fazekas Margit (1877–1939) fia. A Színművészeti Főiskolán végzett 1932-ben. A Nemzeti Színházhoz szerződött, amelynek haláláig tagja maradt. 1946-ban változtatott nevet. 1950 és 1960 között a Színház- és Filmművészeti Főiskolán színpadi mozgást tanított, amelynek alapjait Milloss Aurél tanítványaként sajátította el.

## Színpadi szerepei
- Shakespeare: Hamlet (Horatio, Hamlet, Polonius)
  - A vihar (Ariel)
  - Macbeth (Banquo, Malcolm)
  - Sok hűhó semmiért (Benedek)
  - Szentivánéji álom (Oberon)
  - Vízkereszt, vagy amit akartok (Orsino)
  - Othello (Cassio)
  - III. Richárd (Clarence)
  - Julius Caesar (Julius Caesar)
  - IV. Henrik (Főbíró)
- Molière: A fösvény (Cleante)
- Beaumarchais: Figaro házassága (Almaviva gróf)
- Rostand: Cyrano de Bergerac (Christian)
- Katona: Bánk bán (Ottó, Biberach)
- Madách: Az ember tragédiája (Lucifer)
- Schiller: Ármány és szerelem (Ferdinánd)
- Illyés: Fáklyaláng (Görgey Artúr)
- Jonson: Volpone (Mosca)
- Goldoni: Mirandolia (Ripafratta lovag)
- Machiavelli: Mandragora (Timoteus)

## Filmjei

### Játékfilmek
- Az új földesúr (1935)
- Varjú a toronyórán (1938)
- Férjet keresek (1940)
- Európa nem válaszol (1941)
- Rákóczi nótája (1943)
- Madách: Egy ember tragédiája (1944)
- Különös házasság (1951)
- Semmelweis (1952)
- A harag napja (1953)
- Rokonok (1954)
- A csodacsatár (1956)
- Csendes otthon (1957)
- Tegnap (1959)
- Virrad (1960)
- Három csillag (1960)
- Fotó Háber (1963)
- Az aranyfej (1964)
- A pénzcsináló (1964)
- Miért rosszak a magyar filmek? (1964)
- A tizedes meg a többiek (1965)
- A Tenkes kapitánya I–II. (1965 – a tévésorozat mozifilmváltozata)
- A sofőr visszatér (1968)
- A magyar ugaron (1972)
- Pókháló (1973)
- Kojak Budapesten (1980)

### Tévéfilmek
- A Tenkes kapitánya 1–13. – Báró Eckbert Eberstein császári ezredes (1963)
- Reggeli a marsallnál – A nemesek marsallja (1967)
- Az Aranykesztyű lovagjai – igazságügyi miniszter (1968)
- Fáklyaláng – Görgei Artúr (1969)
- Só Mihály kalandjai – Berzéthey (1969)
- Tizennégy vértanú (1970)
- Egy óra múlva itt vagyok… – Szászváry ezredes (1971)
- Uraim, beszéljenek! – Miniszter (1973)
- Kínai kancsó (1974)
- Beszterce ostroma 1–3. – Behenczy (1976)
- A halhatatlanság halála – Finge (1976)
- A bunker (televíziós sorozat) – A tábornok (1978)

## Hangjáték
- Mátray-Betegh Béla: Karácsony (1937)
- Sík Sándor: István király (1938)
- Surányi Miklós: Aranybástya (1939)
- Csanády György: INRI (1940)
- Bibó Lajos: A csodadoktor (1942)
- Thurzó Gábor: A lecke (1945)
- Abezgous-Brustein: Az elvarázsolt festmény (1949)
- Illés Béla: Tűz Moszkva alatt (1950)
- Endrényi Magda-Leczkai András: Nemtudomka (1951)
- Kolozsvári András: A lipcsei per (1951)
- Nádor Tamás: Schiller és Verdi ( A két Carlos) (1952)
- Rudyard Kipling: A dzsungel könyve (1952)
- Hunyady József: A nép tudósa (1953)
- Shaw, George Bernard: Szerelmi házasság (1953)
- Katona József: Bánk bán (1955)
- Jean Racine: Bereniké (1955)
- Vajda István: A Török-utcai eset (1955)
- Jiràsek, Alois: Husz és Zsiska (1956)
- Visnyevszkij: Kronstadti tengerészek (1958)
- Gombos László (újságíró): Ének az emberről (1959)
- Lendvai György (író): Epeiosz, az Ács (1959)
- Sándor István: Kölcsey (1960)
- Sőtér István: Budapesti látomás (1960)
- Euripidész: Alkésztisz (1961)
- Galambosné–Tasnádi: A dippeldorpi lovasok (1961)
- William Shakespeare: Rómeó és Júlia (1961)
- Hollós Korvin Lajos: Pázmán lovag (1962)
- Jókai Mór: A kőszívű ember fiai (1962)
- Mándy Iván, László Endre: Robin Hood kalandjai (1962)
- Passuth László: A holtak nem harapnak (1962)
- Szimonov: Aki a negyedik volt (1962)
- Jókai Mór: És mégis mozog a föld... (1963)
- Osváth Zsuzsa: Kossuth (1963)
- Hawthorne: Skarlát betű (1964)
- David Turner: Mr. Midway vasárnapja (1964)
- Arisztophanész: Az akharnaibeliek (1965)
- Miroslav Krlezsa: Areteus (1965)
- Németh László: Eklézsia-megkövetés (1965)
- Révész Tibor: Katonadolog (1965)
- Rolf Schneider: A harmadik keresztesháború (1965)
- Arthur Conan Doyle: A sátán kutyája (1966)
- Forester, William: Őfelsége kapitánya (1966)
- Helmut Henke: Az óceánok vándora (1966)
- Imre Gábor-Bojcsuk, Vladimir: Hotel Atom (1966)
- Radványi Dezső: Rendkívüli eset (1966)
- Karel Shulz: A kőbe zárt fájdalom (1967)
- Mikszáth Kálmán: A két koldusdiák (1967)
- Momo Kapor: Álomhinta (1967)
- Wolfgang Hildesheimer: Bartschedel feltalálása (1964)
- Kürti András: A Mittalon-ügy (1969)
- Névaparti muzsikusok – Epizódok Pétervár zenei múltjából (1969)
- Homérosz: Odüsszeia (1970)
- Németh László: II. József (1970)
- Romain Rolland: Colas Breugnon (1970)
- Arthur Miller: A macska és a vízvezetékszerelő, aki férfi volt a talpán (1971)
- Franz Kafka: A kastély (1971)
- Füst Milán: A Lomnici-csúcs avagy: a méltóságos úr a kulcslyukon (1971)
- Hegedüs Géza: Szemiramisz szerelme (1971)
- Ivan Bukovcan: Majdnem isteni tévedés (1972)
- Csehov, Anton Pavlovics: Színészhistóriák (1974)
- René de Obaldia: A vak könnyei (1974)
- Kazarosz Aghajan: Anahit (1978)
- Victor Hugo: Nyomorultak (1978)
- Szabó Magda: Sziget-kék (1979)
- Bohumil Hrabal: Sörgyári capriccio (1981)

## Díjai, elismerései
- Farkas–Ratkó-díj (1942)
- Jászai Mari-díj (1953)
- Kossuth-díj (1953)
- Érdemes művész (1958)
- Kiváló művész (1982)